# Règles de Sheffield

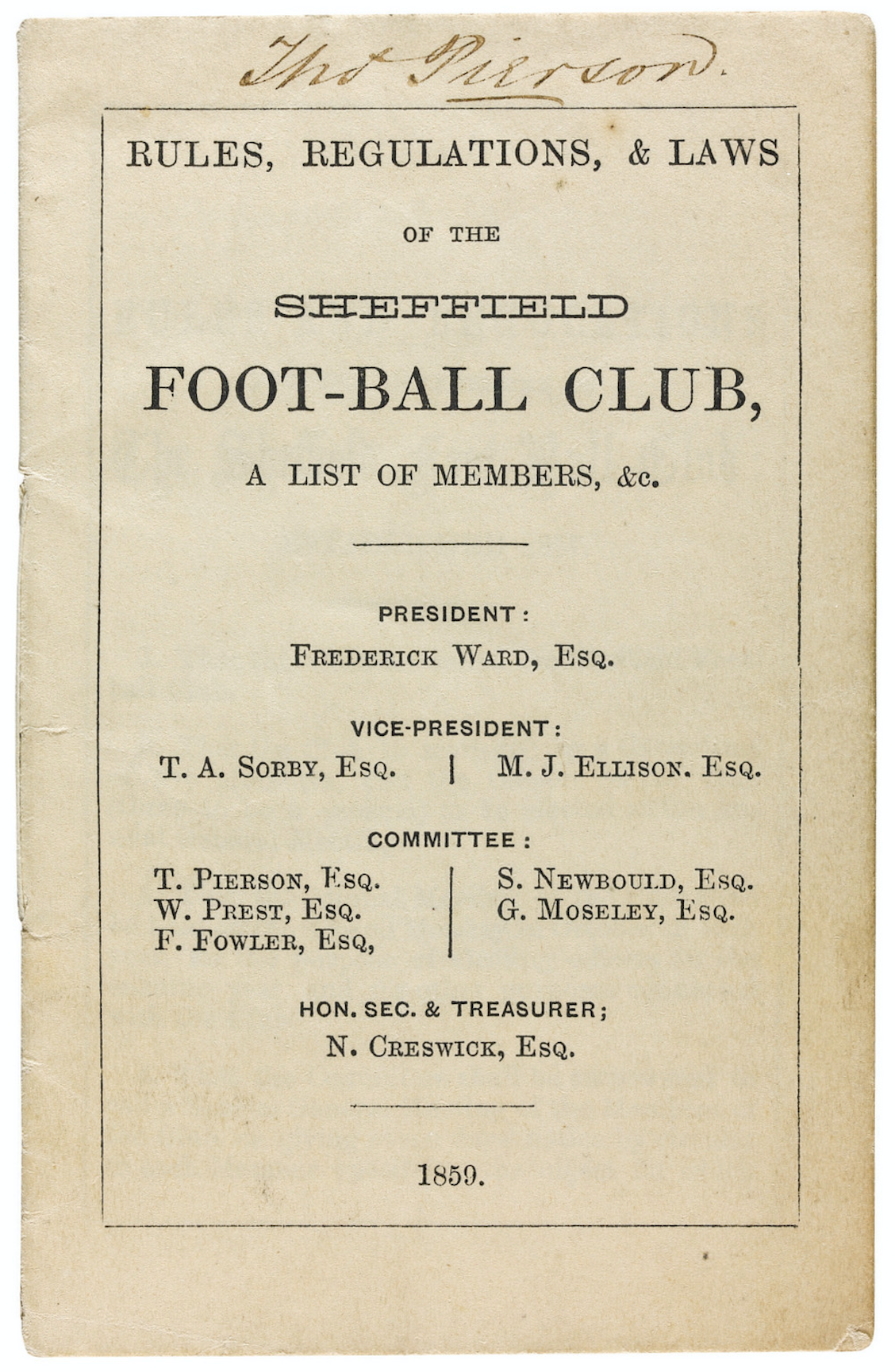
Page de garde des règles de Sheffield

Les règles de Sheffield ou  (Sheffield Rules en anglais) sont un règlement de football écrites puis appliquées dans la ville anglaise de Sheffield entre 1857 et 1877. Ces règles sont l'œuvre de Nathaniel Creswick et William Prest, à la suite de la fondation du Sheffield Football Club, en 1857. Elles sont ensuite adoptées par de nombreux clubs et associations du nord de l'Angleterre et des midlands. Le football de Sheffield dans les années 1860 et 1870 est une des formes les plus populaires de football dans le pays. Le premier match inter-clubs et le premier tournoi de football sont d'ailleurs organisés avec les règles de Sheffield.
Six ans après la rédaction des règles de Sheffield, la fédération anglaise de football (The Football Association) est fondée et celle-ci définit alors les Lois du jeu de football-association (Association-football en anglais), qui se veulent être l'association des meilleures règles différentes existantes à l'époque (d'où le terme « association ») dans un soucis d'uniformité. Bien qu'elles s'inspirent et intègrent une partie des règles de Sheffield, des désaccords font que ces dernières continuent à être utilisées. Des parties sont organisées entre des équipes de Londres et Sheffield, avec l'un ou l'autre des deux jeux de règles (soit football-association, soit football de Sheffield). Finalement, un accord scelle la fusion des deux règlements pour le football-association en 1877.
Les règles de Sheffield ont eu une grande influence sur le développement du jeu moderne du football, en y apportant notamment le concept des corners (ou coups de pied de coin), des touches (throw-ins), et des coups francs (free kicks) consécutifs aux fautes. L'interdiction du fair catch conduit les joueurs à se disputer la possession de la balle de la tête lorsqu'elle se déplace dans les airs. Ces règles définissent aussi les postes de gardien de but et d'attaquant. Le règlement de Sheffield est aussi celui qui prévoyait de rallonger et de faire rejouer le match en cas d'égalité jusqu'à ce que les équipes soient départagées dans le cas où un vainqueur était nécessaire, règle qui a souvent permis d'éviter des tirages au sort, jusqu’en 1970 et l'introduction des tirs au but. 